# Benjamin Peirce
Benjamin Peirce (Salem, 4 aprile 1809 – Cambridge, 6 ottobre 1880) è stato un matematico e astronomo statunitense.
Dopo essersi laureato all'Università Harvard, ne venne nominato professore di matematica nel 1831. Dal 1842 fu anche professore di astronomia, e insegnò alla Harvard per quasi cinquant'anni, fino alla morte. Dal 1867 al 1874 fu anche direttore del "U.S. National Geodetic Survey".
Diede notevoli contributi all'algebra, alla teoria dei numeri, alla filosofia della scienza e alla meccanica celeste. In teoria dei numeri, dimostrò che nessun numero perfetto dispari può avere meno di quattro fattori primi.
In filosofia della matematica riteneva, d'accordo con George Boole, che la matematica possa essere usata per analizzare la logica. Altri scienziati, come Gottlob Frege e Bertrand Russell, non ritengono che ciò sia pienamente possibile.
Ebbe tre figli, tra cui Charles Sanders Peirce, considerato il padre del pragmatismo.